# Берджесс, Генри
Ге́нри То́мас Бе́рджесс (англ. Henry Thomas Burgess, 27 марта 1839, Сандбач, Чешир, Англия, Британская империя — 19 ноября 1923, Аделаида, Южная Австралия, Австралия) — священнослужитель уэслианской методистской церкви Австралии, религиозный публицист, журналист и учёный-энциклопедист английского происхождения. Почётный профессор Уэслианского университета. Дважды президент уэслианской конференции. Основным достижением Берджесса является объединение всех четырёх ветвей методистского движения в Австралии.
Главный редактор и автор ряда статей в «Циклопедии Южной Австралии» — ценном энциклопедическом источнике об истории данного региона страны.

## Биография
Генри Томас Берджесс родился 27 марта 1839 года в городе Сандбач, графство Чешир, Англия в семье Томаса Берджесса, торговца скобяными изделиями, и его жены Эллен, урождённой Босток. Его семья переехала в Южную Австралию в 1848 году, когда Генри было 9 лет. Они поселились в Куринге, где Томас — старший получил работу чиновника на медном руднике.
В Австралии Генри первоначально обучался в местной государственной школе и пять лет проработал в торговле, в том числе три года помощником крупного торговца в Аделаиде и Маунт-Баркере. В 1859 году, когда ему исполнилось 20 лет, Генри был принят на испытательный срок в уэслианскую методистскую церковь Австралии. В ходе его прохождения он был назначен в Янкалиллу, сельскую местность в Южной Австралии, где проходил обязательное шестилетнее духовное обучение. Успешно его завершив, в 1865 году Генри был рукоположён. Берджесс был человеком крайне консервативным, и его становление на пути авторитетного проповедника проходило достаточно быстро. С 1870 года он служил в разных округах колонии, оставаясь на приходской работе вплоть до объединения колоний в 1902 году. Местная пресса писала о том, что он был одним из самых талантливых священников колонии.
Берджесс являлся президентом ежегодной уэслианской конференции в Южной Австралии в 1880 и 1890 годах. Он также был председателем Генеральной (федеральной) конференции в 1897—1901 годах. Однако основным же вкладом Генри в развитие церкви стало объединение всех четырёх ветвей методистского движения в Австралии. Библейские христиане обладали особой долей власти в колонии благодаря тому, что происходили из Корнуолла. Их отношение к возможности объединения было в лучшем случае прохладным. Однако во многом благодаря Бержессу, его лидерским качествам и уважению, которое он снискал в рядах уэслианцев этот союз был реализован в 1900 году. Тогда же он был избран президентом Первой южноавстралийской конференции методистских церквей.
В 1901 году Берджесс, в качестве председателя Генеральной конференции был официальным представителем церкви на церемонии провозглашения Австралийского содружества, а также на церемонии открытия первого заседания Австралийского парламента. Три года спустя он сыграл важную роль в разработке конституции методистской церкви.
В Южной Австралии Генри открыл свою религиозную газету Christian Weekly and Methodist Journal. Среди других его мест работы были должность вице-президента и ответственного секретаря Аделаидской детской больницы, а также должность секретаря южноавстралийского отделения Королевского географического общества.
Чтобы прокормить свою большую семью, Берджесс стал журналистом и занялся писательской деятельностью. В течение нескольких лет он был одним из ведущих корреспондентов газеты South Australian Register, а также написал несколько отмеченных наградами эссе для религиозных газет и журналов Аделаиды и штата. Он написал несколько известных религиозных произведений, наиболее знаменитое из которых — Methodism and the Twentieth Century (с англ. — «Методизм и двадцатый век») — было издано в 1901 году в Аделаиде. Однако главным его вкладом в писательство стала редактура и авторство ряда статей в двухтомной The cyclopedia of South Australia (с англ. — «Циклопедия Южной Австралии»), ценный энциклопедический источник о многих аспектах жизни южноавстралийцев в те времена, в котором также нашлось место и для биографий. Книга пользуется уважением и доверием у профессионалов, на неё достаточно часто ссылаются в научных работах. Закончив свою работу, Берджесс получил почётное научное звание профессора в Уэслианском университете в городе Мидлтаун, штат Коннектикут, США.
Генри Берджесс скончался 19 ноября 1923 года и был похоронен на кладбище Вест-Террас в Аделаиде.

### Семья
30 сентября 1863 года в Аделаиде Генри Томас Берджесс женился на Эллен Пикфорд, с которой имел 16 детей, лишь 8 из которых пережили детство.